# سلوبودان برالياك
سلوبودان برالياك (بالكرواتية:  slobǒdan prǎːʎak) (2 يناير 1945 - 29 نوفمبر 2017) كان جنرال كرواتي خدم في الجيش الكرواتي ومجلس الدفاع الكرواتي وهو جيش الجمهورية الكرواتية في البوسنة والهرسك بين عامي 1992 و 1995. أُدين برالياك بارتكاب انتهاكات لقوانين الحرب والجرائم ضد الإنسانية وخرق اتفاقيات جنيف أثناء الحرب الكرواتية البوسنية من قِبل المحكمة الجنائية الدولية ليوغوسلافيا السابقة في عام 2017.
انضم برالياك طواعية إلى القوات المسلحة الكرواتية المشكلة حديثا بعد اندلاع حرب الاستقلال الكرواتية في عام 1991. قبل الحرب وبعدها كان مهندس ومدير للتلفزيون والمسرح وكذلك رجل أعمال. تم اتهام برالياك من قبل المحكمة الجنائية الدولية ليوغوسلافيا السابقة واستسلم طواعية لها في عام 2004. في عام 2013 أِدين بارتكاب جرائم حرب ضد السكان البوسنيين خلال الحرب الكرواتية البوسنية جنبا إلى جنب مع خمسة مسؤولين آخرين من الكروات البوسنيين وحُكم عليه بالسجن لمدة 20 عام (مطروح منه الوقت الذي أمضاه بالفعل في الاحتجاز). عند سماع حكم الإدانة الذي تم تأكيده في نوفمبر 2017 ذكر برالياك أنه رفض حكم المحكمة وتوفي منتحرا بتجرع السم في قاعة المحكمة.

## النشأة والمسيرة المهنية
ولد سلوبودان برالياك في 2 يناير 1945 في سابليينا في يوغوسلافيا. عمل والده ميركو في وكالة الأمن قسم حماية الشعب.
التحق برالياك بالمدرسة الثانوية في تشيروكي برييغ مع وزير الدفاع الكرواتي المستقبلي غوجكو شوشاك. كان لديه ثلاث شهادات جامعية. في عام 1970 تخرج كمهندس كهربائي في كلية الهندسة الكهربائية في زغرب بمعدل تراكمي 4.5 / 5. في عام 1971 تخرج من كلية العلوم الإنسانية والاجتماعية في زغرب وتخصص في الفلسفة وعلم الاجتماع. في عام 1972 تخرج من أكاديمية زغرب للفنون المسرحية.
في البداية عمل برالياك أستاذ ومدير لمختبر الإلكترونيات في مدرسة نيكولا تيسلا الثانوية المهنية في زغرب ثم حاضر في الفلسفة وعلم الاجتماع وبعد عام 1973 كان فنان مستقل. كان برالياك أيضا مخرج مسرحي في المسارح في زغرب وأوسييتش وموستار. أخرج المسلسل التلفزيوني بليسان وتوليبان والدراما التليفزيونية بحر سارجاسو والأفلام الوثائقية وفاة كلب (1980) والتبغ (1990) وفيلم عودة كاتارينا كوجول (1989).

## النشاط العسكري خلال حرب الاستقلال الكرواتية والحرب الكرواتية البوسنية
لفت برالياك انتباه الجمهور في سبتمبر 1991 عندما انضم طواعية إلى القوات المسلحة الكرواتية المشكلة حديثا بعد اندلاع حرب الاستقلال الكرواتية. شكل وحدة مؤلفة من فنانين ومثقفين زغرب الذين شغل معهم مناصب في سنجة. بعد اتفاقية سراييفو بحلول 3 أبريل 1992 أصبح لواء وتلقى عدد من المسؤوليات في وزارة الدفاع وأصبح أحد أعضاء مجلس الدفاع الوطني الكرواتي البالغ عددهم 14 عضو وعضو في الدولة الكرواتية لجنة العلاقات مع قوة الأمم المتحدة للحماية. كان الممثل الأعلى لوزارة الدفاع ومنذ 13 مايو 1993 ممثل وزارة الدفاع في الجمهورية الكرواتية في البوسنة والهرسك ومجلس الدفاع الكرواتي. التمس برالياك من علي عزت بيغوفيتش إلغاء حظر سراييفو لكن مقترحاته رُفضت. من 24 يوليو إلى 8 نوفمبر 1993 كان برالياك رئيس أركان مجلس الدفاع الكرواتي. على الرغم من الصراع الكرواتي البوشناقي في الحرب الكرواتية - البوسنية أرسل شاحنة مليئة بالأسلحة إلى سراييفو المحاصرة لمساعدة البوشناق. كما سمح لقافلة المساعدات الإنسانية التابعة للمفوضية بالمرور إلى موستار التي توقفت في سيتلوك.
اتُهم برالياك بالفشل في منع القوات المسلحة من ارتكاب العديد من الجرائم التي تم إبلاغه بها والتي يمكن أن يتوقعها بما في ذلك إبعاد السكان المسلمين في بروزور ووضعهم قيد الاحتجاز من يوليو إلى أغسطس 1993 وجرائم القتل في بلدية موستار وتدمير المباني في شرق موستار (بما في ذلك المساجد وستاري موست) ومهاجمة وإصابة أعضاء المنظمات الدولية وتدمير ونهب الممتلكات في غورني فاكوف في يناير 1993 والرشتاني في أغسطس 1993 وستوبني دو في أكتوبر 1993. خلال عام 1993 كان الفريق برالياك مسؤول عن معسكر دريتيلي حيث تعرض الرجال البوسنيون للوحشية والتجويع وقتل بعضهم.

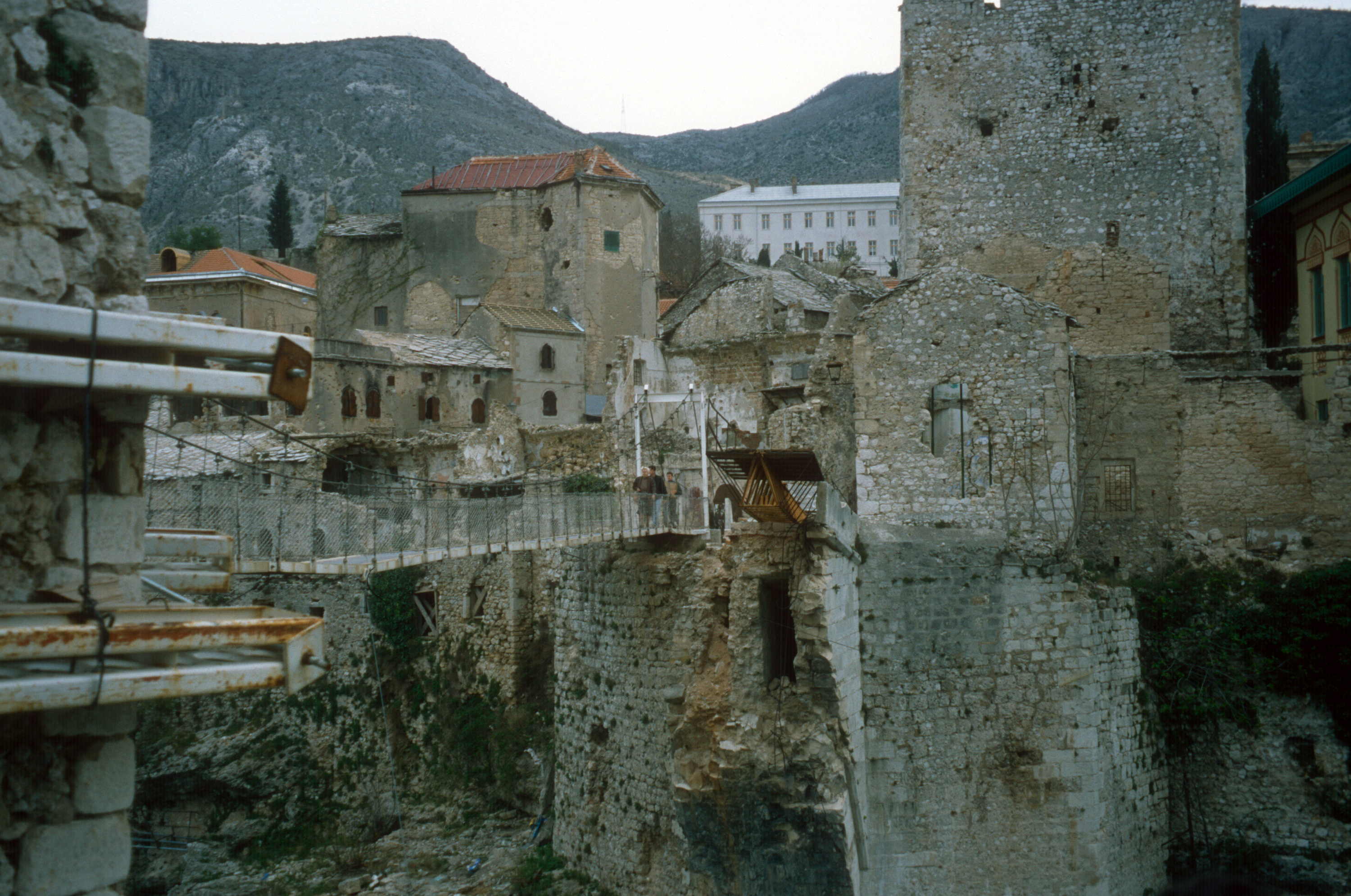
الجسر المؤقت بدل من ستاري موست بعد التفكيك، 1997.

اتُهم برالياك بإصدار الأمر بتدمير ستاري موست في نوفمبر 1993 وهو عمل قضت المحكمة الجنائية الدولية ليوغوسلافيا السابقة بأنه «تسبب في أضرار غير متناسبة للسكان المدنيين المسلمين». ومع ذلك وافقت المحكمة الجنائية الدولية ليوغوسلافيا السابقة على أن الجسر كان هدف عسكري مشروع. أثناء المحاكمة نفى برالياك الاتهام لأنه في نفس الشهر الذي حدث فيه التدمير دخل في نزاع مع قائد ما يسمى بكتيبة العقاب في مجلس الدفاع الكرواتي ملادين ناليتيليتش توتا مما أدى إلى استقالته من مناصب رئيس أركان مجلس الدفاع الكرواتي قبل يوم واحد من تدمير الجسر. وقال إن الجسر هُدم بتفعيل العبوة الناسفة الموضوعة على الضفة اليسرى لنهر نيريتفا حيث كان يتواجد جيش جمهورية البوسنة والهرسك. بالإضافة إلى المسؤولية وما إذا كان هدف عسكري مشروع فحصت المحكمة الجنائية الدولية ليوغوسلافيا السابقة أيضا ما إذا كان الحصار السابق الذي فرضته جيش يوغوسلافيا الشعبي وقوات صرب البوسنة والهرسك قد ساهم في انهيار الجسر. تقاعد برالياك من الخدمة العسكرية بناء على طلبه في 1 ديسمبر 1995.

## المسيرة المهنية ما بعد الحرب
بعد الحرب أصبح برالياك رجل أعمال. في عام 1995 شارك برالياك في تأسيس شركة مع شقيقه زوران تسمى أوكتافيان. أنتجت شركته في البداية أفلام وفيديوهات وبرامج تلفزيونية ونشرت كتب برالياك. شاركت لاحقا في الأعمال العقارية من خلال إدارة مجمع تجاري سينتار 2000 في زغرب. منذ عام 2005 تعود ملكية الشركة وإدارتها من قبل ربيبته نيكولا بابيتش برالياك. في عام 2011 كان لديها حوالي 22 مليون كونا من العائدات. كان برالياك أيضا شريك في ملكية ليبيران وهي شركة لديها حصة في مصنع ليولوشكي للتبغ وامتلكت أسهم أخرى في عدد قليل من الشركات الأخرى. في عام 2008 اعتبرت وزارة الثقافة الكرواتية أن 18 من أعماله حول حرب الاستقلال الكرواتية وحرب البوسنة والهرسك والعلاقات بين كرواتيا والبوسنة والهرسك لم تكن كتب بل كتيبات لأدب لا قيمة له وفي عام 2013 كانت الوزارة قد فرضت رسوم تنفيذية على التمويل بقيمة 435 ألف كونا. في المجموع قام بتأليف 25 عمل. منذ عام 2012 طلبت أمانة محكمة لاهاي من برالياك استرداد تكاليف الدفاع بحوالي 2.8-3.3 مليون يورو حيث قدروا أن لديه أصول وأسهم بقيمة 6.5 مليون يورو مما سمح له بتمويل تكاليف دفاعه. رفض برالياك ومحاميه بيان التقدير لأنه لم يكن لديه ممتلكات باسمه حتى منذ بداية المحاكمة.

## لائحة الاتهام للمحكمة الجنائية الدولية ليوغوسلافيا السابقة
كان برالياك من بين ستة متهمين من قبل المحكمة الجنائية الدولية ليوغوسلافيا السابقة فيما يتعلق بالجمهورية الكرواتية في البوسنة والهرسك. في 5 أبريل 2004 استسلم طواعية ونُقل إلى المحكمة الجنائية الدولية ليوغوسلافيا السابقة. وزُعم في لائحة الاتهام أن برالياك بصفته مسؤول عسكري كبير كان يقود بشكل مباشر وغير مباشر القوات المسلحة التابعة لمجلس الدفاع الكرواتي والجمهورية الكرواتية في البوسنة والهرسك التي ارتكبت جرائم حرب جماعية ضد السكان المسلمين البوسنيين في 8 بلديات في البوسنة والهرسك خلال مشروع إجرامي مشترك بين عام 1992 و 1994. من خلال دوره كمسؤول رفيع المستوى في وزارة الدفاع شارك عن كثب في جميع جوانب ليس فقط التخطيط والعمليات العسكرية في مجلس الدفاع الكرواتي والجمهورية الكرواتية في البوسنة والهرسك ولكن أيضا في أعمال الشرطة المدنية لمجلس الدفاع الكرواتي والجمهورية الكرواتية في البوسنة والهرسك أيضا. وفي 6 أبريل مثل أمام المحكمة الجنائية الدولية ليوغوسلافيا السابقة ودفع ببراءته. اختار الدفاع عن نفسه بدون محام.
وجهت لائحة الاتهام على أساس المسؤولية الجنائية الفردية ومسؤوليتهم العليا ولكن لاحقا في الحكم على أساس المسؤولية الجنائية الفردية فقط. أُدين برالياك (مأخوذ من بيان صحفي للأمم المتحدة 2004، 2017):
- أربع تهم للانتهاكات الجسيمة لاتفاقيات جنيف (القتل العمد والترحيل غير القانوني ونقل المدنيين واحتجازهم والمعاملة اللاإنسانية والتدمير الشامل للممتلكات والاستيلاء على الممتلكات دون أن تبرره الضرورة العسكرية ذلك ويتم تنفيذه بشكل غير قانوني وتعسفي).
- ست تهم بانتهاك قوانين أو أعراف الحرب (المعاملة القاسية والعمل غير القانوني والتدمير أو الإضرار المتعمد بمؤسسات مخصصة للدين أو التعليم ونهب ممتلكات عامة أو خاصة وهجوم غير قانوني على المدنيين وإرهاب المدنيين بشكل غير قانوني).
- خمس تهم بارتكاب جرائم ضد الإنسانية (اضطهاد لأسباب سياسية وعرقية ودينية وقتل وترحيل وسجن وأعمال غير إنسانية).

بدأت المحاكمة في 26 أبريل 2006. وفي 29 مايو 2013 حكمت المحكمة الابتدائية عليه بالسجن لمدة 20 سنة (أخذ الحكم في الحسبان الوقت الذي قضاه بالفعل في الاحتجاز) وفي 28 يونيه 2013 قدم برالياك استئناف. في 29 نوفمبر 2017 انتهت محاكمة المحكمة الجنائية الدولية ليوغوسلافيا السابقة لإدانته وعلى الرغم من إلغاء بعض أجزاء إدانته لم يخفف القاضي العقوبة الأولية البالغة 20 عام. ووجهت إليه تهمة ارتكاب جرائم ضد «الإنسانية وانتهاكات لقوانين أو أعراف الحرب وانتهاكات جسيمة لاتفاقيات جنيف» وكذلك «الاستيلاء على ممتلكات على نطاق واسع لا تبرره ضرورة عسكرية» و«نهب ممتلكات عامة أو خاصة من خلال الاتفاقية الثالثة». فئة مسؤولية المشروع الإجرامي المشترك والتي نظرا لمسؤوليته القيادية فشل في التصرف والمنع. تمت تبرئته من بعض التهم المتعلقة بإتلاف ستاري موست. نظراً لأنه قضى بالفعل أكثر من ثلثي مدة العقوبة في السجن (حوالي 13 عام وعدة أشهر) فمن المحتمل أن يتم الإفراج عنه قريبا.

## الوفاة
في 29 نوفمبر 2017 أثناء النطق بحكم الاستئناف ضده خاطب برالياك القضاة قائلا: «أيها القضاة إن سلوبودان برالياك ليس مجرم حرب. وبازدراء أرفض حكمكم!» ثم شرب ما قال إنه سم مما أدى برئيس المحكمة كارمل أغيوس لتعليق الجلسات. قام الطاقم الطبي للمحكمة الجنائية الدولية ليوغوسلافيا السابقة بنقل برالياك إلى مستشفى قريب حيث توفي. أعلنت السلطات الهولندية قاعة المحكمة مسرح جريمة وفتحت تحقيقا. تم حرق جثته في زغرب في حفل خاص.

### رد الفعل
علق قاضيا المحكمة الجنائية الدولية ليوغوسلافيا السابقة السابقان وولفغانغ شومبورغ وريتشارد غولدستون قائلين: «إنها مأساة أن ينتحر شخص في مثل هذه الحالة». وأضاف غولدستون: «بطريقة ما الضحايا محرومون من هذا الفعل. لم يحصلوا على العدالة الكاملة». وصف مارتن بيل برالياك بأنه «شخصية مسرحية» «ماتت بطريقة مسرحية». وأشار أندري شاري لراديو أوروبا الحرة / راديو ليبرتي إلى أن «الفعل النهائي للساموراي برالياك قد يثير الاحترام أو التعاطف» لكن «التصورات الفردية للشرف لا تتوافق دائما مع الصواب».
كتب الصحفي هاري دي كويتفيل في صحيفة ديلي تلغراف أن الانتحار المتحدي كان «الدليل الأكثر دراماتيكية على واقع غير مريح للغاية: يرفض العديد في البلقان قبول أن التطهير العرقي المروع في التسعينيات كان خاطئا». قارن سفير الولايات المتحدة السابق لقضايا جرائم الحرب ستيفن راب انتحار برالياك بالتسميم لانتحار مدان آخر بارتكاب جرائم حرب هو هيرمان غورينغ مشيرا إلى أنه في كلتا الحالتين فإن الحكم مع ذلك «يمثل كل التاريخ في إثبات الحقائق وإثبات أن مرتكبي الفظائع سيُحاسب». نجح برالياك مثل غورينغ في إحباط الإجراءات القانونية الواجبة في ذروتها.
قدمت الحكومة الكرواتية تعازيها لأسرة برالياك وقالت إن المحكمة الجنائية الدولية ليوغوسلافيا السابقة أساءت تمثيل مسؤوليها في التسعينيات. صرح رئيس الوزراء أندريه بلينكوفيتش أن انتحار برالياك يوضح «الظلم الأخلاقي العميق تجاه الكروات الستة من البوسنة والهرسك والشعب الكرواتي». أصدرت جميع المؤتمرات الحزبية في البرلمان الكرواتي باستثناء الحزب الديمقراطي الاجتماعي الكرواتي والتحالف المدني الليبرالي بيان مشترك أعلنت فيه أن حكم المحكمة الجنائية الدولية ليوغوسلافيا السابقة لم يحترم «الحقائق والحقائق والأدلة التاريخية» وأنه «غير عادل وغير مقبول» مضيفا أن برالياك حذر بشكل رمزي من جميع الأحكام التي جور انتحارها. وأعربوا عن تعازيهم لأسر ضحايا الجرائم التي ارتكبت خلال حرب البوسنة والهرسك. أعربت الرئيسة الكرواتية كوليندا غرابار كيتاروفيتش عن تعازيها لأسرة برالياك واصفة إياه بأنه «رجل فضل الموت على أن يعيش كمدان بجرائم لم يرتكبها». صرح ميروسلاف تودجمان أن ذلك كان «نتيجة لموقفه الأخلاقي المتمثل في عدم قبول الحكم الذي لا علاقة له بالعدالة أو بالواقع».
قال العضو البوسني في رئاسة البوسنة والهرسك بكر عزت بيغوفيتش إن برالياك انتحر من قبل المشروع الإجرامي المشترك بينما صرح الرئيس الكرواتي دراغان تشوفيتش أن برالياك ضحى بحياته لإثبات براءته. قال الرئيس الصربي ألكسندر فوتشيتش إنه لن يسخر من انتحار برالياك لكنه انتقد رد فعل المسؤولين الكروات مشيرا إلى أنه كان من غير المقبول أن يمتدح مجرم حرب مُدان باعتباره بطل أو يندد بحكم المحكمة الجنائية الدولية ليوغوسلافيا السابقة. وعلق السياسي الصربي فويسلاف شيشيلي بأنه على الرغم من أنه كان عدو إلا أنها كانت «خطوة بطولية تستحق الاحترام» وكان ينبغي أن توجه المزيد من الضربات القوية إلى المحكمة.
اجتمع ما يقرب من ألف من الكروات البوسنيين في ساحتي موستار وشابليينا لإضاءة الشموع تكريما لبرالياك. في 11 ديسمبر 2017 تم إحياء ذكرى سلوبودان برالياك في زغرب. حضر الحدث ألفي شخص بمن فيهم وزيرا الحكومة دامير كرستيتشيفيتش وتومو ميدفيد (كمواطنين عاديين) وعدد من النواب معظمهم من حزب الاتحاد الديمقراطي الكرواتي وبعض ضباط الجيش المتقاعدين الذين شاركوا في حرب التسعينيات. في المساء أقيمت مراسم دينية في كنيسة كاثوليكية. خلال نفس اليوم قام أعضاء مبادرة الشباب من أجل حقوق الإنسان بإحياء ذكرى ضحايا القوات الكرواتية وحثوا على إدانة سياسات تلك الفترة.
تعرضت الرئيسة غرابار-كيتاروفيتش لضغوط لسحب أوسمة زمن الحرب من برالياك والمسؤولين المدانين الآخرين لكنها رفضت ذلك قائلة إنهم تلقوها للدفاع ضد العدوان الصربي مضيفة أن «هذه الممارسة لم يتم تنفيذها حتى الآن إلا في قضية الأحكام الصادرة عن المحاكم الكرواتية».

### التحقيق
حدد التشريح الأولي للجثة أن برالياك قد سمم نفسه بسيانيد البوتاسيوم مما تسبب في فشل قلبه. كيف تم الحصول على السم وإحضاره إلى قاعة المحكمة هو موضوع تحقيق رسمي. أشارت محامية برالياك نيكا بينتر إلى أنه ربما انتحر لأنه لم يستطع قبول إدانته كمجرم حرب ولأن الفعل كان مخطط له منذ فترة طويلة.
لم يتم إدراج السيانيد الذي تناوله برالياك كمواد محظورة بموجب القانون الهولندي.
فيما يتعلق بالتحقيق المتعلق بالمساعدة في ارتكاب الانتحار أجرت السلطات الهولندية تحقيق شامل حول كيفية حصول برالياك على السيانيد. وأجريت مقابلات مع الشهود وشاهدت مواد الفيديو وفُحصت الغرف التي أقام فيها برالياك وفُحصت العديد من المواد. ومع ذلك لم يتم العثور على معلومات بشأن السؤال حول كيفية حيازة برالياك لتلك المادة حسبما ذكر تقرير المدعين. وأضاف التقرير أن تسجيلات المراقبة بالفيديو لم تظهر ما إذا كان برالياك يحمل معه قنينة السم أم أنها سلمت إليه.

## الحياة الشخصية
تزوج برالياك من كاوشا بابيتش الزوجة السابقة لصديقه المقرب والشاعر غوران بابيتش. لم يكن للزوجين أطفال لكن برالياك كان قريب من أولاد زوجته ناتاشا ونيكولا وأضاف الأخير الاسم الأخير برالياك إلى اسم ولادته.

## روابط خارجية
- سلوبودان برالياك على موقع IMDb (الإنجليزية)
- الموقع الرسمي